# Gabalas internationella flygplats
Gabalas internationella flygplats (azerbajdzjanska: Qəbələ Beynəlxalq Hava Limanı) är en flygplats i Azerbajdzjan.   Den ligger i distriktet Qəbələ, i den centrala delen av landet, 190 km väster om huvudstaden Baku.
Flygplatsen IATA-kod är GBB och dess ICAO-kod är UBBQ. Den asfalterade landningbanan är 3 600 meter lång och går i riktningarna 16/34.